# The Outcast (film 1912)
The Outcast è un cortometraggio muto del 1912 diretto da Thomas H. Ince o da Francis Ford

## Produzione
Il film fu prodotto dalla Bison Motion Pictures.

## Distribuzione
Distribuito dalla Universal Film Manufacturing Company, il film - un cortometraggio in due bobine - uscì nelle sale cinematografiche statunitensi l'8 giugno 1912.